# Operation Praetorian
Die Operation Praetorian war eine Serie von 22 US-amerikanischen Kernwaffentests, die 1981 und 1982 auf der Nevada Test Site in Nevada durchgeführt wurde.

## Die einzelnen Tests der Praetorian-Serie
| #  | Bombe         | Datum / Zeit (GMT)           | Testgelände | Testart | Sprengkraft   | Anmerkungen                          |
| -- | ------------- | ---------------------------- | ----------- | ------- | ------------- | ------------------------------------ |
| 1  | Paliza        | 1. Oktober 1981 19:00 Uhr    | Area 7bd    | Schacht | 20 bis 150 kT |                                      |
| 2  | Tilci         | 11. November 1981 20:00 Uhr  | Area 4ak    | Schacht | 20 bis 150 kT |                                      |
| 3  | Rousanne      | 12. November 1981 15:00 Uhr  | Area 4p     | Schacht | 20 bis 150 kT |                                      |
| 4  | Akavi         | 3. Dezember 1981 15:00 Uhr   | Area 2es    | Schacht | 20 bis 150 kT |                                      |
| 5  | Caboc         | 16. Dezember 1981 21:05 Uhr  | Area 2cp    | Schacht | <20 kT        |                                      |
| 6  | Jornada       | 28. Januar 1982 16:00 Uhr    | Area 4j     | Schacht | 139 kT        |                                      |
| 7  | Molbo         | 12. Februar 1982 14:55 Uhr   | Area 20ag   | Schacht | 20 bis 150 kT |                                      |
| 8  | Hosta         | 12. Februar 1982 15:25 Uhr   | Area 19ak   | Schacht | 20 bis 150 kT |                                      |
| 9  | Tenaja        | 17. April 1982 18:00 Uhr     | Area 3lh    | Schacht | <20 kT        |                                      |
| 10 | Gibne         | 25. April 1982 18:05 Uhr     | Area 20ah   | Schacht | 20 bis 150 kT |                                      |
| 11 | Kryddost      | 6. Mai 1982 20:00 Uhr        | Area 2co    | Schacht | <20 kT        |                                      |
| 12 | Bouschet      | 7. Mai 1982 18:17 Uhr        | Area 3la    | Schacht | 20 bis 150 kT |                                      |
| 13 | Kesti         | 16. Juni 1982 14:00 Uhr      | Area 9cn    | Schacht | <20 kT        |                                      |
| 14 | Nebbiolo      | 24. Juni 1982 14:15 Uhr      | Area 19ae   | Schacht | 20 bis 150 kT |                                      |
| 15 | Monterey      | 29. Juli 1982 20:05 Uhr      | Area 4aj    | Schacht | 20 bis 150 kT |                                      |
| 16 | Atrisco       | 5. August 1982 14:00 Uhr     | Area 7bp    | Schacht | 138 kT        |                                      |
| 17 | Queso         | 11. August 1982 15:00 Uhr    | Area 10bf   | Schacht | <20 kT        |                                      |
| 18 | Cerro         | 2. September 1982 14:00 Uhr  | Area 3lf    | Schacht | <20 kT        |                                      |
| 19 | Huron Landing | 23. September 1982 16:00 Uhr | Area 12n.15 | Tunnel  | <20 kT        | Zündung zeitgleich mit Diamond Ace   |
| 20 | Diamond Ace   | 23. September 1982 16:00 Uhr | Area 12n.15 | Tunnel  | <20 kT        | Zündung zeitgleich mit Huron Landing |
| 21 | Frisco        | 23. September 1982 17:00 Uhr | Area 8m     | Schacht | 20 bis 150 kT |                                      |
| 22 | Borrego       | 29. September 1982 13:30 Uhr | Area 7br    | Schacht | <150 kT       |                                      |